# 大分県道207号大分挾間線
大分県道207号大分挾間線（おおいたけんどう207ごう おおいたはさません）は、大分県大分市から由布市に至る一般県道である。

## 概要
大分市田中町1丁目から由布市挾間町下市に至る。
大分市田中町1丁目の田中三差路交差点を起点とし、由布市挾間町挾間に至る本道と、大分市賀来新川2丁目の賀来新川交差点で本道から北寄りに分岐し、由布市挾間町の挟間三差路交差点（旧：医大挾間入口交差点）に至るバイパスとからなる。
本道は概ねJR九州久大本線・大分県道601号小挾間大分線に沿う。また、本道起点からバイパスの分岐点を経てバイパスの終点までは、南寄りを走る国道442号、国道210号に対してバイパスの役割を果たしており、大分大学医学部（旧大分医科大学）前を通ることから、通称医大バイパスまたは医大通りと呼ばれる。この部分が道幅が広く、交通量が多いとともに沿道には大型店舗などが集積しているのに対して、バイパスが分岐した後の本道は狭隘である。
本道は起点で国道442号に接続し、本道、バイパスともに終点では国道210号に接続する。
また、バイパスの中途にある『賀来神社先』交差点では、東九州自動車道と市道を挟んで接続しており、案内標識が設置されている。また、高速道路通行止め時の迂回路としても案内されており、福岡行き高速バス「とよのくに号」の迂回ルートとして利用される。

### 路線データ
- 起点：大分県大分市田中町（田中三差路交差点、国道442号交点）
- 終点：大分県由布市挾間町下市（鶴田入口交差点、国道210号交点）

## 歴史
- 1959年（昭和34年）3月31日 - 大分県告示第374号により、県道大分挾間線として路線認定される（当時の整理番号は8）[1]。
- 1973年（昭和48年）4月2日 - 大分県告示第250号により県道大分挾間線として路線認定[2]。

## 路線状況

### 別名
- 医大通り・医大バイパス（大分市 - 由布市）

### 道路施設

#### 橋梁
- 賀来橋（賀来川、大分市）

バイパス
- 新賀来橋（賀来川、大分市）

## 地理

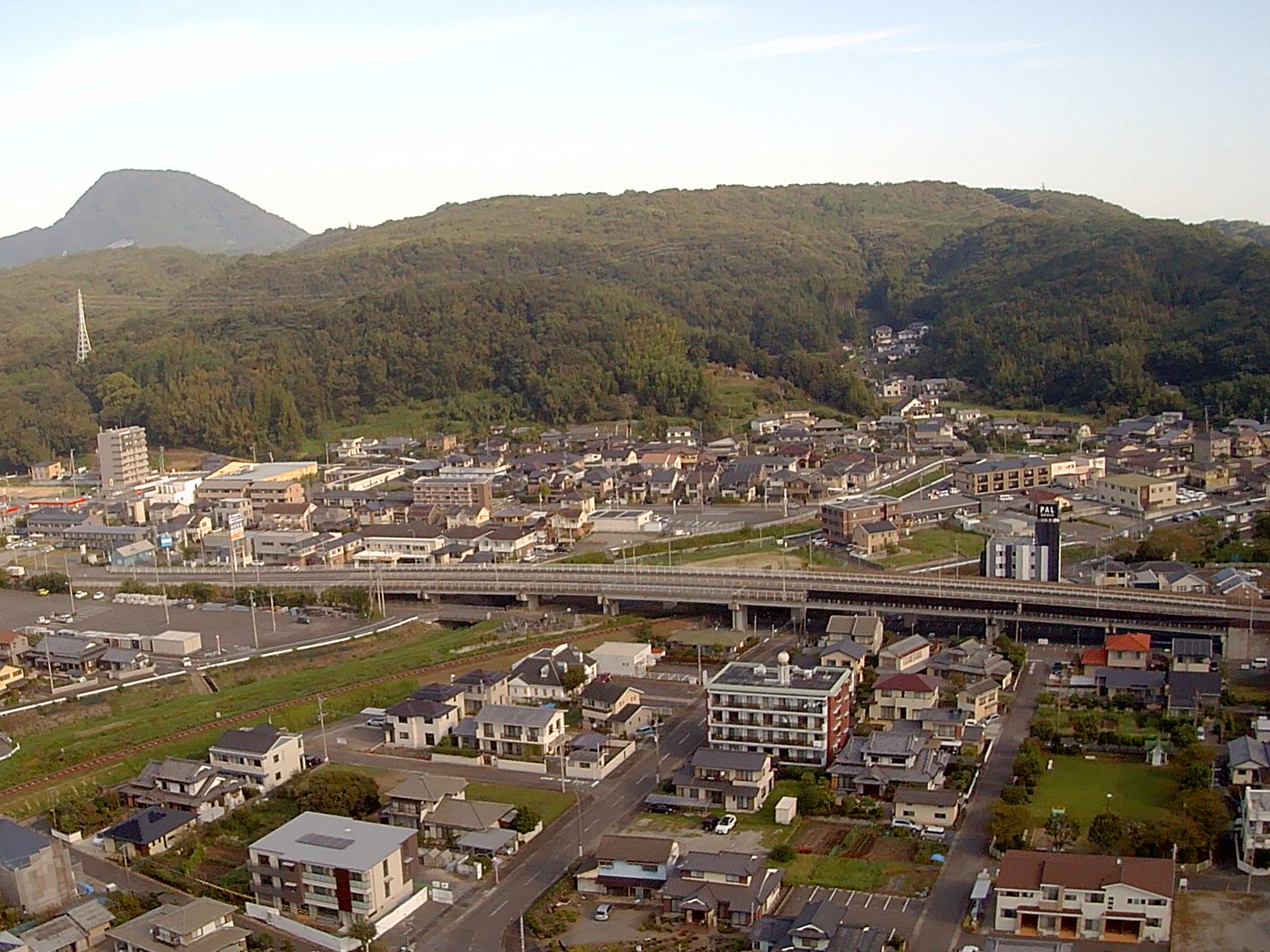
久大本線と大分県道207号跨線橋

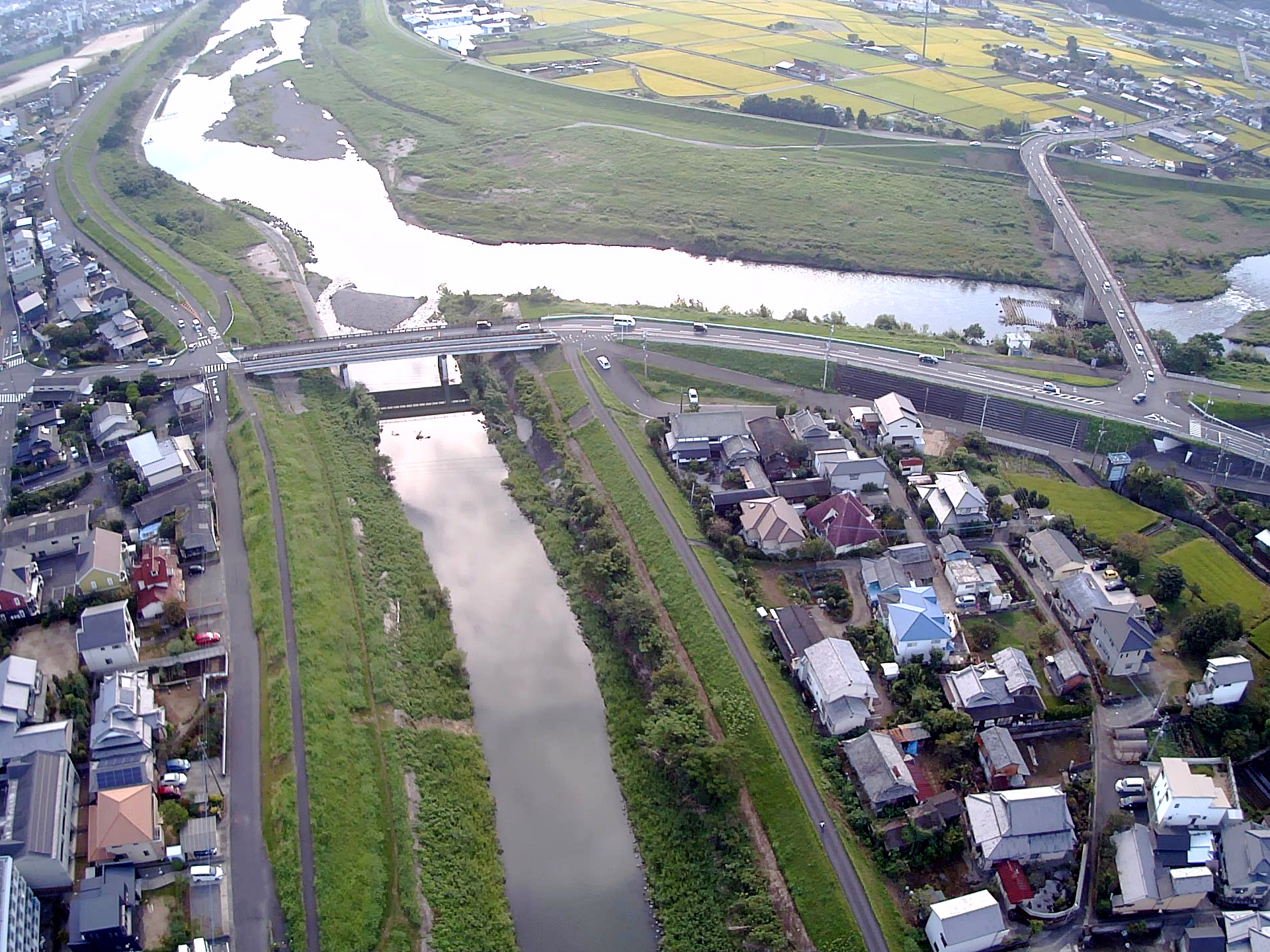
旧道の賀来橋

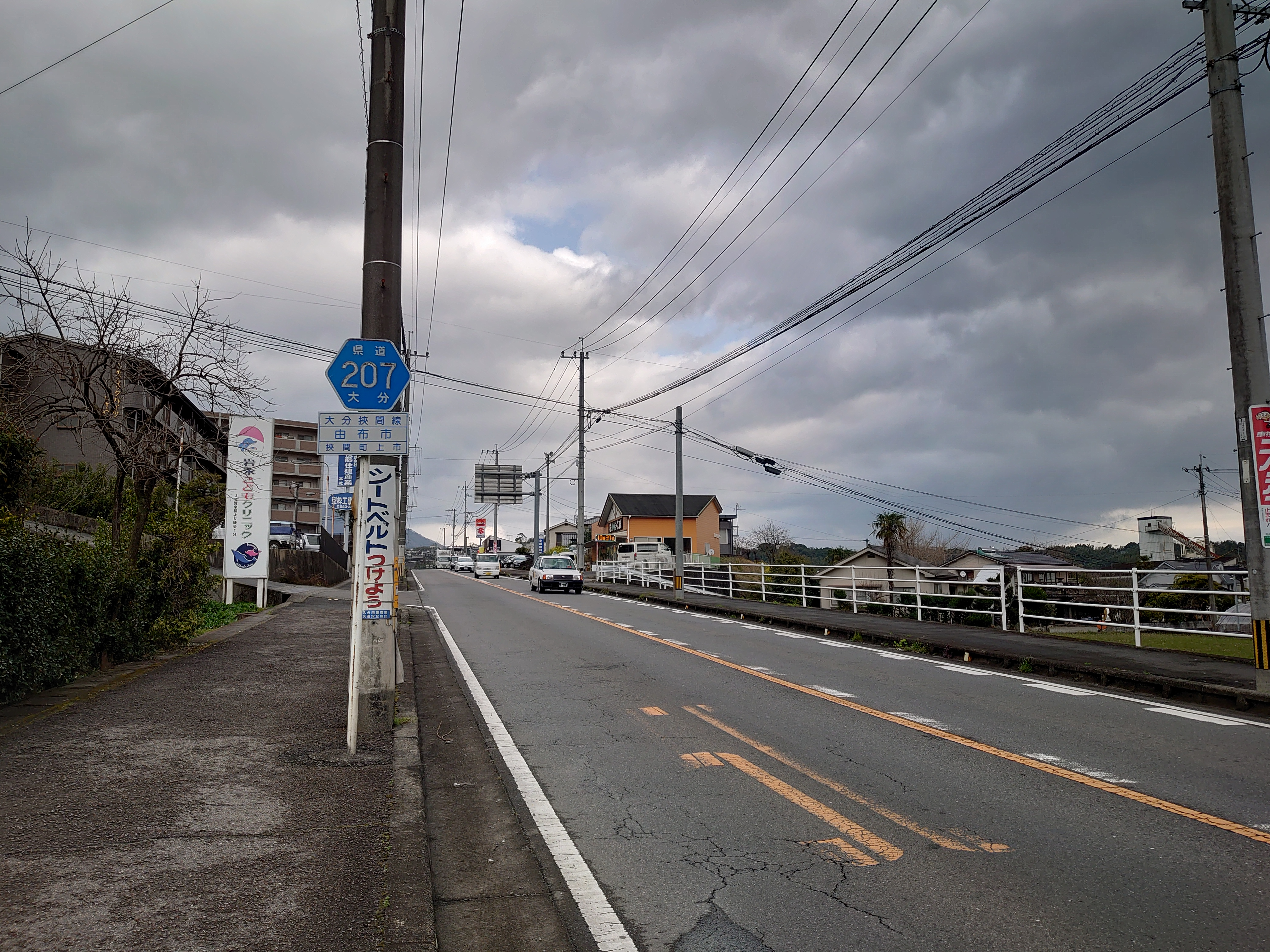
由布市挾間町上市

### 通過する自治体
- 大分市
- 由布市

### 交差する道路
| 交差する道路                       | 市町村名 | 交差する場所  | 交差する場所                                                                                               |
| ---------------------------------- | -------- | ------------- | --- |
| 国道442号                          | 大分市   | 田中町        | 田中三差路交差点 / 起点                                                                                    |
| 大分県道207号大分挾間線 / バイパス | 大分市   | 賀来新川2丁目 | 賀来新川交差点 / バイパス起点【北緯33度12分46.1秒 東経131度34分21.9秒 / 北緯33.212806度 東経131.572750度】 |
| 国道210号                          | 由布市   | 挾間町下市    | 鶴田入口交差点 / 終点                                                                                      |
| 国道210号                          | 由布市   | 挾間町挾間    | 挟間三差路交差点 / バイパス終点【北緯33度12分0.6秒 東経131度31分2.1秒 / 北緯33.200167度 東経131.517250度】 |

### 交差する鉄道
- 久大本線

### 沿線
- 大分市立荏隈小学校
- 大分市立城南中学校
- 大分県子ども・女性相談支援センター
- 大分県自動車学校（バイパス）
- JR九州久大本線 賀来駅（バイパス）
- 大分大学医学部・医学部附属病院（バイパス）
- 由布市消防本部・由布市消防署（バイパス）
- 賀来神社（旧道）
- 大分市立賀来小中学校（旧道）
- JR九州久大本線 豊後国分駅（旧道）
- 大分市歴史資料館（旧道）
- 豊後国分寺跡（旧道）